# Nagylankás község
Nagylankás község (románul: Comuna Luncavița) község Krassó-Szörény megyében, Romániában. Központja Nagylankás, hozzá tartozik Verend.

## Népessége
A 2011-es népszámlálás adatai alapján a község népessége 2613 fő volt.